# Ryan Nelsen
Ryan William Nelsen, ONZM (* 18. Oktober 1977 in Christchurch) ist ein ehemaliger neuseeländischer Fußballspieler und heutiger Trainer.

## Karriere als Spieler

### Verein
Nelsen begann seine Karriere in der Jugend von Christchurch United, wo er in der Profimannschaft spielte. Im Jahr 1997 wechselte er in die Universitätsmannschaft der Greenboro University in den USA. 2001 wechselte er zu D.C. United in die Major League Soccer. Nachdem er im Jahr 2003 die Kapitänsbinde übernommen hatte, wurde er auch in die beste Elf der Liga gewählt. Dasselbe gelang ihm auch in der folgenden Saison, in der er mit DC United deren vierten MLS Cup gewonnen hatte.
Der Innenverteidiger wechselte innerhalb der Saison 2004/05 nach England zu den Blackburn Rovers, deren Mannschaftskapitän er wurde. 2007 stand Nelson mit Blackburn im Finale des FA Cup, das gegen den FC Chelsea nach Verlängerung verloren wurde. Als Defensivspieler absolvierte Nelson über 150 Spiele für die Blackburn Rovers, obwohl er durch eine schwere Oberschenkelverletzung fast eine ganze Saison ausfiel.
In der Winterpause 2012 wurde der Vertrag mit Nelsen aufgelöst; er wechselte zu Tottenham Hotspur. Nach einem halben Jahr in Tottenham wechselte Nelsen zur Saison 2012/13 zu den Queens Park Rangers, bei denen er einen Einjahresvertrag unterschrieb. Am 1. Februar 2013 beendete er seine Karriere, um Cheftrainer des FC Toronto zu werden. Nelsen absolvierte sein letztes Spiel am 29. Januar 2013 gegen Manchester City (0:0).

### Nationalmannschaft
Ryan Nelsen debütierte bereits im Jahr 1999 für die neuseeländische Nationalmannschaft, doch aufgrund von Verletzungen und Verpflichtungen gegenüber seinen Klubs hat er bislang relativ wenig Länderspiele für die All Whites absolviert. So spielte er bis 2008 vier Jahre lang nicht für die Nationalmannschaft, doch dann stellte er die Verpflichtungen gegenüber seinem Verein in den Hintergrund und war abgesehen von der A-Mannschaft auch noch als Spieler jenseits der Altersgrenze bei den Olympischen Spielen in Peking im Einsatz. Während er im Verein nur selten Tore erzielt, war der Verteidiger, der auch bei Standardsituationen stets gefährlich ist, für Neuseeland schon oftmals erfolgreich. Mit etwas mehr Glück hätte er einer von sehr wenigen Spielern werden können, die an drei Confederations Cups teilgenommen haben, doch nach seinen Einsätzen 1999 in Mexiko und 2003 in Frankreich musste er 2009 in Südafrika verletzungsbedingt verzichten. Der Höhepunkt seiner Nationalmannschaftslaufbahn waren zweifelsohne die Playoff-Spiele gegen Bahrain, als er die Mannschaft als Kapitän zur ersten WM-Teilnahme seit 28 Jahren führte. Bei der Endrunde zur Fußball-Weltmeisterschaft 2010 in Südafrika scheiterte er mit Neuseeland ungeschlagen in der Vorrunde.

## Karriere als Trainer
Am 8. Januar 2013 verpflichtete der FC Toronto Nelsen als Cheftrainer seines MLS-Teams. Da Nelsen noch bis zum 30. Juni 2013 als Spieler bei den Queens Park Rangers unter Vertrag stand, war zunächst unklar, wann er das Traineramt übernehmen würde. Nelsen einigte sich später mit den Queens Park Rangers, zum 1. Februar 2013 seinen neuen Job zu übernehmen. Er übte das Amt in Toronto bis zu seiner Entlassung Ende August 2014 aus.

## Titel und Erfolge
- US-amerikanischer Fußballmeister 2004 mit D. C. United
- Ozeaniens Fußballer des Jahres: 2006